# 上海市洋泾中学
31°13′37″N 121°31′00″E / 31.22705°N 121.51671°E
上海市洋泾中学，简称洋泾中学，创建于民国19年（1930年）秋，系上海最早的4所市立中学之一。学校是“教育部现代教育技术实验学校”、上海市文明单位、市行为规范示范学校、市艺术特色学校、市心理健康教育示范学校、市花园单位、市德育先进集体、市优秀家长学校、市科技特色学校、市田径传统学校。校友中涌现出以中国工程院院士李明、中国载人航天飞船系统副总指挥曹杨宝为代表的一批在重工军工航空航天领域的专家。学校1959年被评为上海市重点中学，2006年被评为上海市实验性示范性高中。
2018年4月，由浦东新区人民政府牵头，上海市洋泾中学宣布与上海纽约大学合作共建，改名为“上海纽约大学附属洋泾中学”，但随后疑因中美贸易战之故改回原名。

## 校史
1930年初创时，洋泾中学借用震修小学（今浦东新区第二中心小学）西北角的一幢二层楼房及北面的一幢平房办学。二层楼房作教学用房，平房作宿舍，与震修小学同门进出。因借用的校舍坐落在震修支路上，属浦东洋泾区所管辖，故把校名定为“洋泾初级中学”。教职员工共十余人。任课教师多由当时浦东地区学者兼任，或聘请浦东工务局工程师担任，师资力量强。校长张载伯曾东渡日本访问，教务主任兼班主任张楚云曾任惠南小学校长。
1937年“八·一三”淞沪会战爆发，日军炮击浦东地区，教学用房被毁，上海市社会局命令停课辍教，学校遂搬迁到浦西租界。初假马浪路通惠小学（今马当路小学）过渡，易校名为“私立江东初级中学”，设3个班级。1938年2月，又搬迁至九江路美最时大楼，增设2个班，租赁福州路科学大楼（今外文书店）扩大办学。未逾一年，学校又在山东路有正大楼三楼扩招2个班。1941年8月，又迁福熙路232号（今金陵西路232号），借用米店业主吴建嘉石库门二层楼房为校舍。东、西厢房各分隔为二，客堂间也辟为教室。校舍狭小，不敷教学之用，另借学校西首不远处一位姓易的私人牙医诊所二楼作教师的办公室、宿舍。迁址福熙路后，增设小学部，更校名为“私立江东初级中小学”。至此，校址由分散三处趋于相对集中，教学质量相应提高，学校面貌有所刷新。1942年秋，改聘高克继为校长。抗日战争胜利后，上海市教育局宣布接管复校。
1946年1月，经地方人士协助，几经周折，择定浦东俞家庙（今潍坊西路志忠里）为临时校舍，恢复校名为“市立洋泾初级中学”。因庙舍破旧不堪，1946年初，学校使用教育局的拨款和浦东银行经理满志云及地方人士顾志良等支持募捐款作修理费完成修缮工程。同年2月，俞家庙改称第一部，招收初一、初二各1个班；洋泾镇私立洋泾初级中学被并入，改称第二部（设在宝仁堂，后独立为建平中学）。1946年夏，招收高一，更改校名为“市立洋泾中学”，为全市18所市立中学之一，浦西总部全部迁回俞家庙，初时共有师生员工393人，至1948年搬迁前，师生员工已发展到792人。初时宿舍设在俞家庙二楼及阁楼上，后来，寄宿人数增加，女生住宿仍在俞家庙校内，另租陆家宅桥（今张家楼）民房供男生寄宿。1947年秋，经全校师生再向社会募捐，购得钱家巷土地14.5亩，其范围在现校园内东起中央大道，南面在现围墙北面，西至潍坊路19弄（今为崂山西路），北端在今图书馆、宿舍楼南面。
1948年，学校先后落成东西走向条状二层教学楼一幢，二层宿舍楼一幢。至此，洋泾中学才有了初具规模的校舍。嗣后不久，为满足教学需要，学校在西北端又建造一排各为30平方米的木结构平房4间作教室。但教学条件仍不理想，上化学、物理实验课，需乘舢板过江转乘公共汽车到向明中学 。
学校历经90余年，数度移址，现校园占地35878平方米，“校园八景”有放飞亭、后花园、九曲桥，藤萝架、老梧桐群、校魂古松、罗马式柱廊、0499号
古银杏（在学校旧址）。
2019年秋天，由于原校址需要重建翻修，校园搬至位于上海市浦东新区潍坊西路67号（即原址向西380米）的临时校区。预计将于2023年前后完工并搬回原址。

## 办学理念
以下為該校辦學理念：
宗旨
- 办负责任的学校
- 做负责任的老师
- 育负责任的学生

校训
负责
校风
淳朴、勤劳、尊师、守纪
教风
认真负责，细致严谨，诲人不倦，有教无类。
学风
勤奋刻苦，循序渐进，学而不厌，疑而善思。
培养目标
- 做一个自信的洋中人
- 做一个豪迈的中国人

## 学校资源

### 硬件设施
学校有理化生、激光、光信息应用、原子能科学、机器人、创造发明、植物栽培、全息摄像等实验室、专用教室40余个。教室内根据高考考场标准，安装高清摄像机和声音探测器。体育场馆齐全，有250米塑胶跑道田径场兼软质人造草足球场一座，塑胶篮球场4片、排球场若干。

### 师资力量
上海市洋泾中学有特级校长1名，特级教师1名，“双名”工程&市德育实训基地成员27名，区学科领军人物3名，区学科带头人5名，区骨干教师23名，高级教师49名。

## 校园文化

### 洋泾中学男声合唱团
洋泾中学男声合唱团成立于2008年，是沪上首支高中男声合唱团。建团1年后，洋泾中学男声合唱团获得“歌韵东方”青年同声合唱组金奖；2年后，首度出国参加第27届舒伯特合唱比赛，获“青年同声合唱”组别冠军金奖；如今，每届上海之春国际音乐节和上海国际夏季音乐节，男声合唱团都应邀演出。10年来，男声合唱团先后在上海交响乐团音乐厅、上海大剧院、东方艺术中心、台北国家大剧院、香港城市学院音乐厅、上海音乐学院贺渌汀音乐厅等举办多场男声合唱专场音乐会及联合音乐会、巡回音乐会，先后获得国际比赛特别奖3项、冠军3项、金奖6项、银奖4项，连续2届获得全国中小学艺术展演一等奖。
2017年12月，洋泾中学男声合唱团发布了第一张CD专辑《一路走来遇见彼此》，这也是国内首张高中男声合唱团CD专辑。

### 上海洋泾中学电视台
上海洋泾中学学生电视台，全称为上海市洋泾中学“飞洋在线”学生广播电视台，简称“飞洋传媒”（英语 ShangHai Floating Youth Media，简称FYM），是上海市洋泾中学官方电视台。2012年9月1日成立，10月21日正式首播。具有记录活动过程、播放新闻、发布有用信息、提供课余娱乐等作用；也是学校的主要对外宣传窗口之一。
目前上海洋泾中学电视台已经并正在继续制作的广播节目有《音乐果酱》《心理FM》《进击的远行》，并且准备继续推出新的视频节目《学霸冲冲冲》、《洋中校园新闻》，以及《校园十大歌手》等新的电台节目，通过定期播放，网络宣传的形式让全世界了解洋泾中学。

## 德育教育
洋泾中学开展包括社会实践活动，企业文化考察，职业生涯规划等等德育教育的活动与课程。
学校每年组织学生前往绍兴、南京进行社会实践活动考察；组织学生前往大众汽车生产车间，可口可乐饮料生产工厂参观；学校每年为高三学生举办十八岁成人仪式。
除此之外，学校定期举办社团节、科技节、运动会等大型活动。

## 国际部
上海市洋泾中学将现有洋泾中学课程体系和加拿大课程体系相融合，于2014年创建具有洋泾中学特色的中加国际课程班。洋泾中学国际部的合作方是邦德多伦多国际学院 (Bond International College)。

## 延伸阅读
- 校歌里的思念（页面存档备份，存于）
- 金色的彩霞——校友张孝中先生赠母校的诗章（页面存档备份，存于）
- 从《新少年报》到地下少先队——我在洋泾中学的启蒙岁月（页面存档备份，存于）
- 洋泾中学教师寻访连柏生同志在南汇的抗日足迹（页面存档备份，存于）
- 洋泾中学今向新闻媒体公布一张新发现的抗战历史照片（页面存档备份，存于）